# Битва при Ранкагуа
Битва при Ранкагуа (ісп. Batalla de Rancagua), також Катастрофа при Ранкагуа (ісп. Desastre de Rancagua) — битва між чилійськими патріотами та іспанськими роялістськими військами, що відбулася поблизу міста Ранкагуа 1-2 жовтня 1814 року. Поразка чилійських патріотів у битві вважається завершенням періоду Старої Батьківщини та початком Реконкісти в історії війни за незалежність Чилі.

## Передумови
1810 року внаслідок французького завоювання Іспанії в Чилі були організовані власні органи самоуправління, відмінні від органів іспанської колоніальної влади. Було утворено Першу хунту, Національний конгрес та інші. Хоча вони не проголошували незалежності від Іспанії та не диференціювались від неї, ці події вважаються початком війни за незалежність Чилі. Наприкінці 1811 року владу в Чилі захопив Хосе Мігель Каррера, який встановив військову диктатуру. 1812 року Каррера видав Конституцію, яка передбачала статус Чилі як автономії в складі Іспанії. Водночас Каррера проводив цілком самостійну внутрішню та зовнішню політику. Такі події в Чилі занепокоїли перуанського віцекороля Хосе Фернандо де Абаскаля. У 1813—1814 роках він відправив кілька військових експедицій, які виявилися невдалими.

## Напередодні битви
Влітку 1814 року чергову таку експедицію розпочав Маріано Осоріо. Роялістська армія висадилася в Чильяні, вимагаючи повної капітуляції. О'Гіґґінс збирався зупинити Осоріо під Ранкагуа, а Каррера — на перевалі Ангостура, більш зручній оборонній позиції, проте ближчій до Сантьяго. Через протиріччя та, як наслідок, відсутність координації сили прихильників незалежності були розділені.

## Хід битви

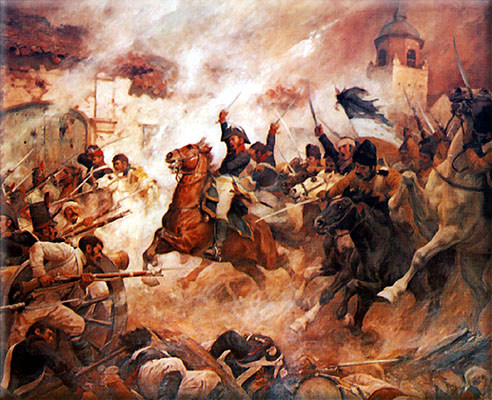
Бернардо О'Гіґґінс очолює чилійців під час битви. З картини Педро Суберкасо

Битва розпочалася вранці 1 жовтня 1814 року за межами міста Ранкагуа у близько 87 км на південь від столиці — Сантьяго. Чилійські війська зайняли місто до початку битви. Згодом вони були оточені у місті переважаючими силами іспанських роялістів. Протягом дня розгорнулося жорстоке побоїще, під час якого загинуло близько 1000 солдатів Бернардо О'Гіґґінса. На боці роялістів воювали елітні підрозділи іспанських армій, зокрема полк Талавера, ветерани наполеонівських війн у Європі, зокрема Піренейської війни в Іспанії та Португалії. Оскільки бої тривали до вечора, іспанські війська вирішили підпалити місто. Через зростання втрат Бернардо О'Гіґґінс запросив із Сантьяго підкріплення. Проте воно не надійшло до Ранкагуа. 2 жовтня Бернандо О'Гіґґінс, зважаючи на великі втрати своєї армії, наказав відступити від Ранкагуа. Згодом його військо розсіялося у сільській місцевості та в пустелі.

## Наслідки

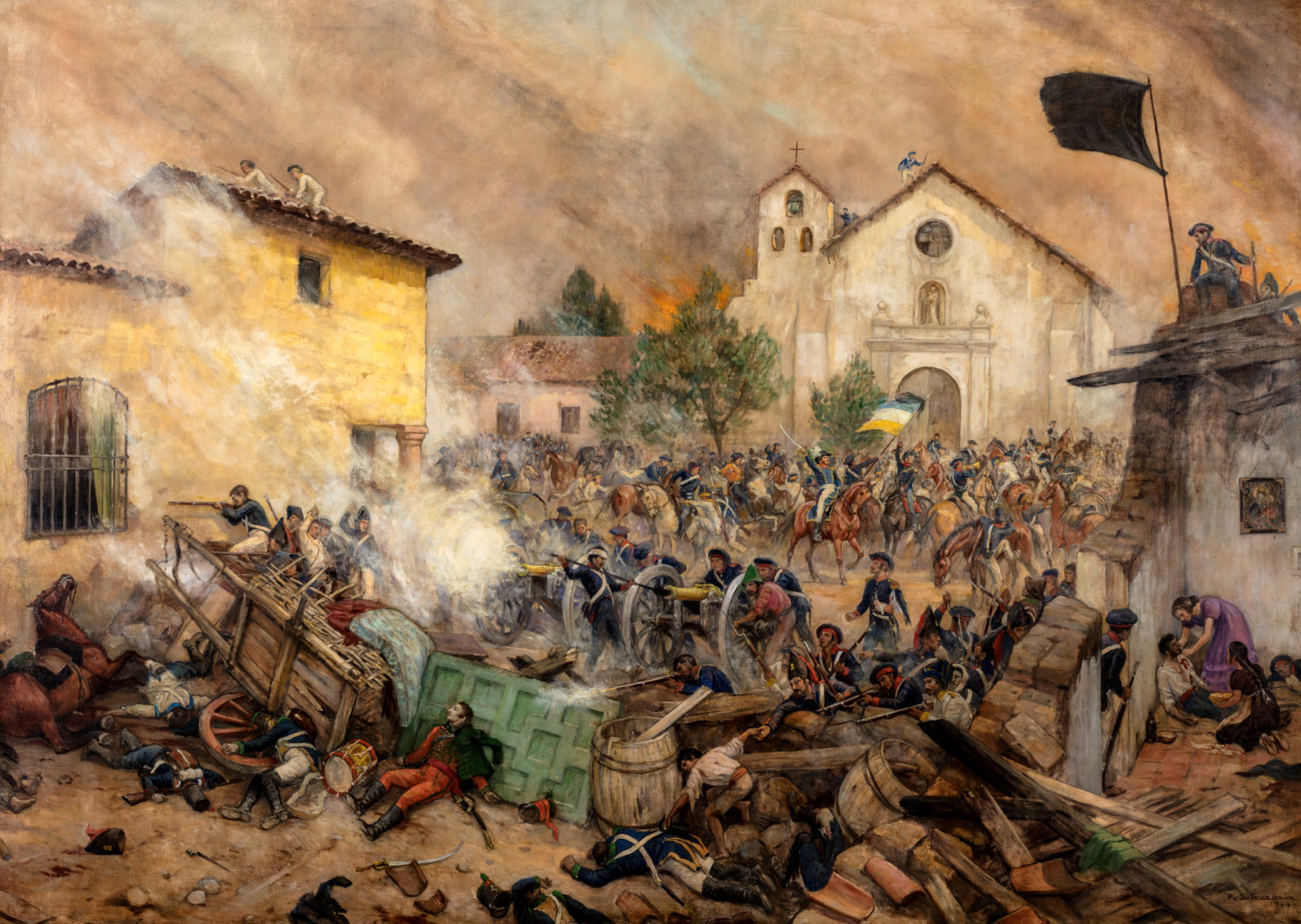
Педро Суберкасо. Останні моменти в Ранкагуа. 1944

Поразка чилійських патріотів у битві при Ранкагуа дозволила іспанським роялістам продовжити просування на Сантьяго та взяти місто за кілька днів. Чилійські патріоти були змушені покинути Чилі та емігрувати до аргентинської провінції Мендоса. Роялісти, що захопили Чилі, провели жорстокі репресії проти всіх, хто воював на боці прихильників незалежності, та тих, хто співпрацював із ними.
Ці події вважаються в чилійській історіографії завершенням періоду Старої Батьківщини та початком Реконкісти.